# Стани (гміна)
Ґміна Стани (пол. Gmina Stany) — колишня (1934—1939 рр.) сільська ґміна Нисківського повіту Львівського воєводства Польської республіки (1918—1939) рр. Центром ґміни було село Стани.

1 серпня 1934 р. було створено об'єднану сільську ґміну Стани в Нисківському повіті Львівського воєводства. До неї увійшли сільські громади: Боянув, Цісув Ляс, Ґвоздзєц, Корабіна, Ляскі, Мазярня, Пшишув і Стани.